# Heterogenella miscella
Heterogenella miscella är en tvåvingeart som beskrevs av Boris Mamaev 1998. Heterogenella miscella ingår i släktet Heterogenella och familjen gallmyggor.
Artens utbredningsområde är Italien. Inga underarter finns listade i Catalogue of Life.